# حركة 26 يوليو
حركة 26 يوليو (بالإسبانية: Movimiento 26 de Julio; M-26-7) هي حركة ثورية منظمة ومخططة من قبل فيدل كاسترو عام 1955 وهي التي أطاحت بحكومة فولغينسيو باتيستا في كوبا. خاضت هذه حركة القتال الثوري ضد نظام باتيستا على جبهات الريفية والمدنية معاً.
عام 1961، كانت حركة 26 يوليو أحد الأحزاب التي اندمجت في ما يعرف بالمنظمة الثورية المتكاملة (ORI) وكذلك في الحزب الاشتراكي الشعبي (PSP) ومديرية ثورة 13 مارس. في 26 مارس 1962 ، تم حل الحزب لتشكيل الحزب الحزب الشيوعي الكوبي، الذي كان يحمل أيديولوجية شيوعية.

## التأسيس
نشأت هذه الحركة في 26 يوليو كما هو واضح من اسمها، ولاقت هذه الحركة شهرتها من بعد الهجوم الفاشل على ثكنة مونكادا، وتسهيلات للجيش في مدينة سانتياغو دي كوبا، في 26 تموز 1953. وأعيد تنظيم الحركة في المكسيك في عام 1955 على يد مجموعة من الثوار في المنفى 82 (بما في ذلك فيدل كاسترو وشقيقه راؤول كاسترو، كاميلو سيينفويغوس، هوبر ماتوس، والأرجنتيني آرنستو تشي غيفارا). وكانت مهمة التشكيل قوة مسلحة منضبطة للإطاحة باتيستا.

## أعضاء

### كانت المجموعة القيادية الأولى لحركة 26 يوليو مؤلفة من هؤلاء الثوار:
- فيدل كاسترو
- ميلبا هيرنانديز
- هایدی سانتاماریا
- أنطونيو نريكو لوبيز
- بيدرو ميريت برييتو
- خوسيه أ. «بيبي» سواريز
- بيدرو سيليستينو اغيليرا
- فوستينو بيريز
- أرماندو هارت
- لويس باريتو ميليان
- خيسوس مونتاني
- خوان مانويل ماركيز[3]

#### من بين القادة السياسيين الآخرين الذين كانوا جزءًا من حركة 26 يوليو:
- تشي جيفارا
- كاميلو سيينفيغوس
- راؤول كاسترو
- خوان ألميدا
- سيليا سانشيز
- هوبر ماتوس
- كارلوس فرانكي
- راؤول شيباس
- أبیل سانتاماریا
- فرانك بايس
- أغوستين نافاريتي ساربوس
- راؤول مارتينيز أراراس
- خوسيه بايس
- افيجينيو اميجيراس
- عثماني سيينفويغوس
- راميرو فالديس
- ريناتو جيتارت
- خوسيه باردو لادا
- تيودولو ميتشل
- بيدرو لويس بواتيل أبراهام
- مانويل أرتيم

## اقرأ أيضاً
- حركة سياسية
- معسکر مونكادا [4]